# Casinos Austria

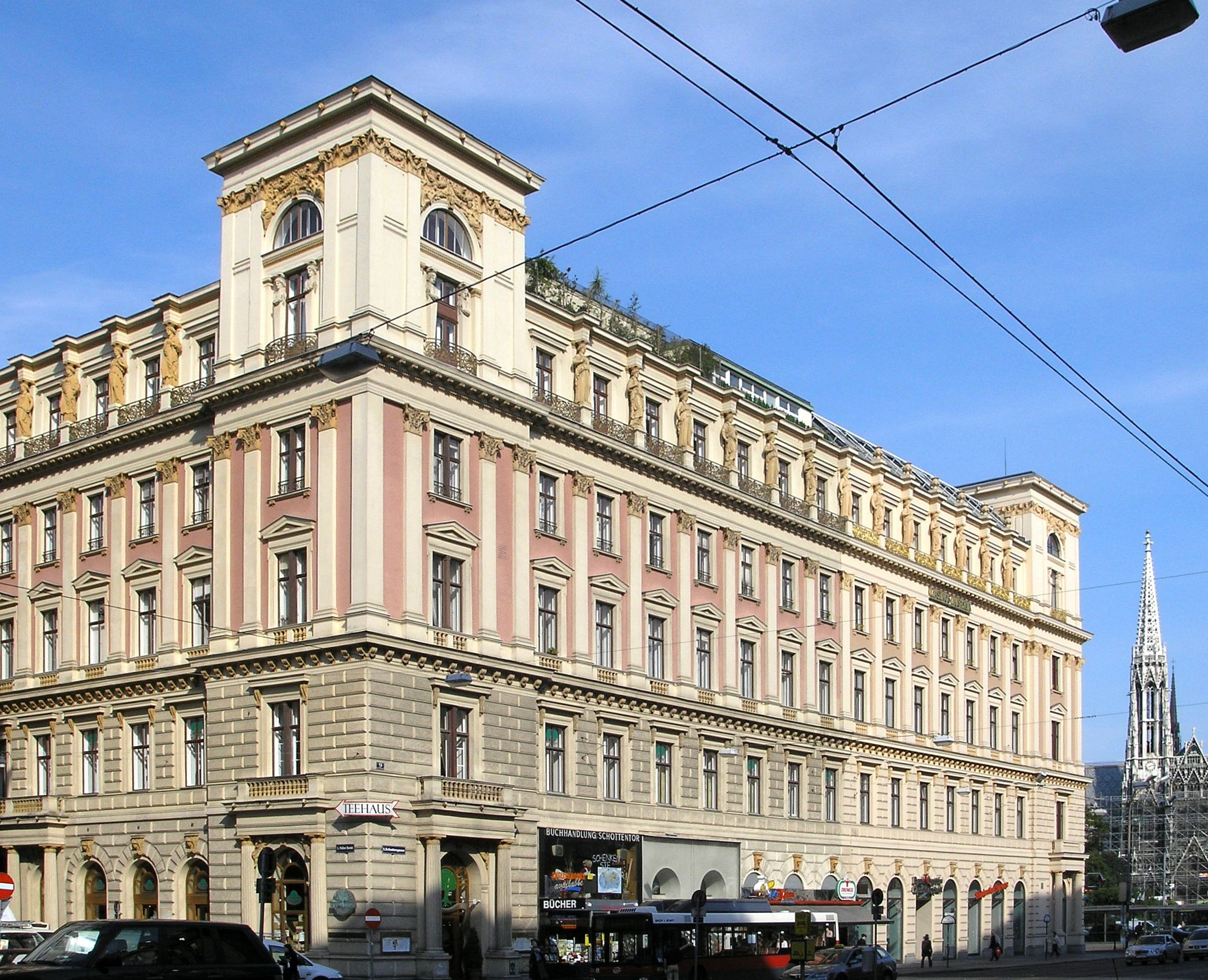
Палац Ephrussi у Відні, де з 1969 до 2009 розташовувалася дирекція Casinos Austria.

Casinos Austria AG (CASAG) — «Казино Австрія АТ» експлуатує 12 казино в Австрії і має частку в інтернаціональному гральному бізнесі. Підприємства акціонерного товариства задіяні по всьому світу. Юридична адреса: Wien, am Rennweg 44 (3-й район).

## Підприємство
Заклади заснованого у 1934 р. Österreichische Casino AG (Австрійське Казіно АТ) перейнялися 1967-го року Österreichischen Spielbanken AG — що, у свою чергу 1985 р. було перейменовано на Casinos Austria AG. Підприємство входить до числа найбільших австрійських платників податків.

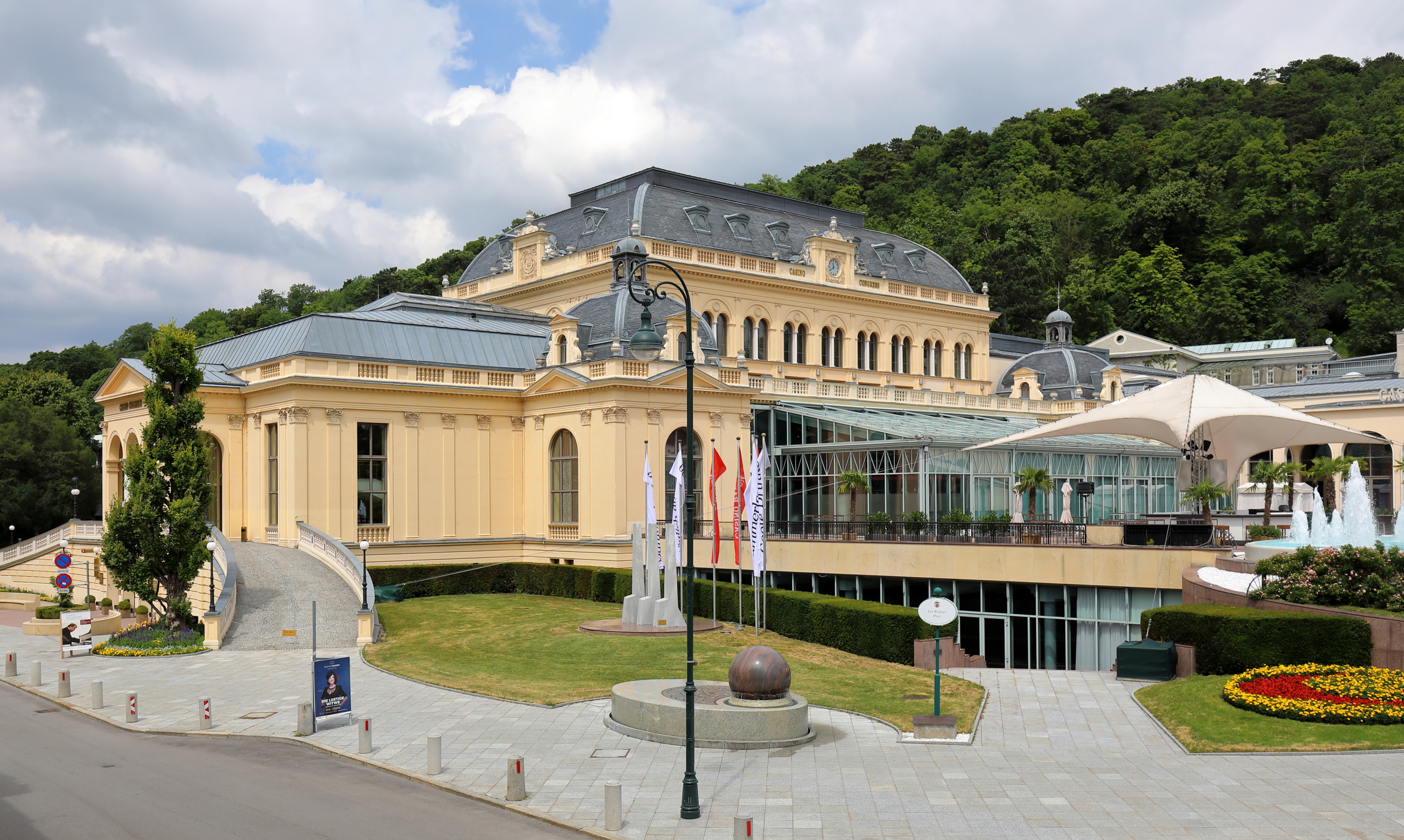
Ґранд Казіно Баден у Бадені під Віднем

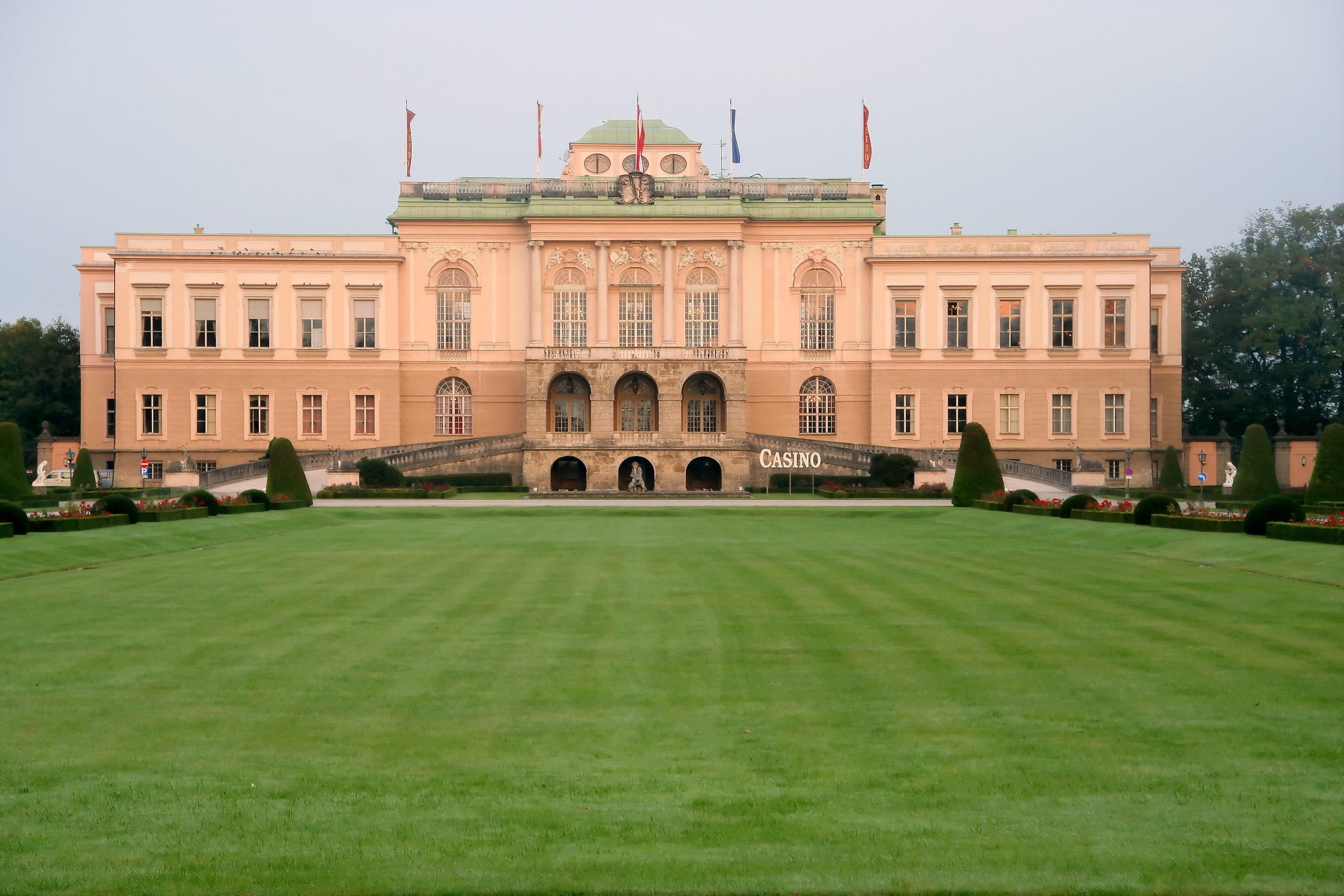
Casino Salzburg

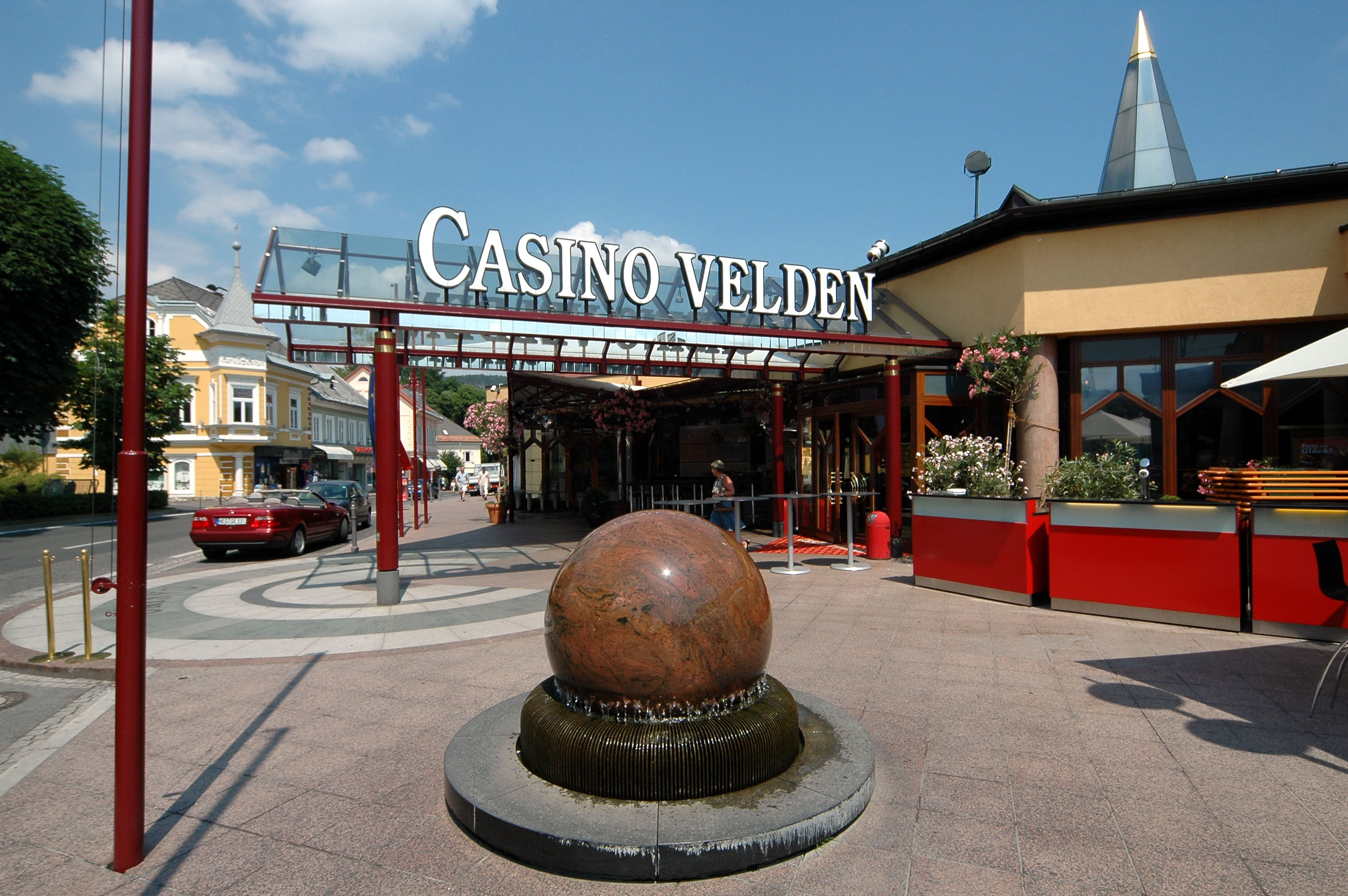
Casino Velden am Wörthersee

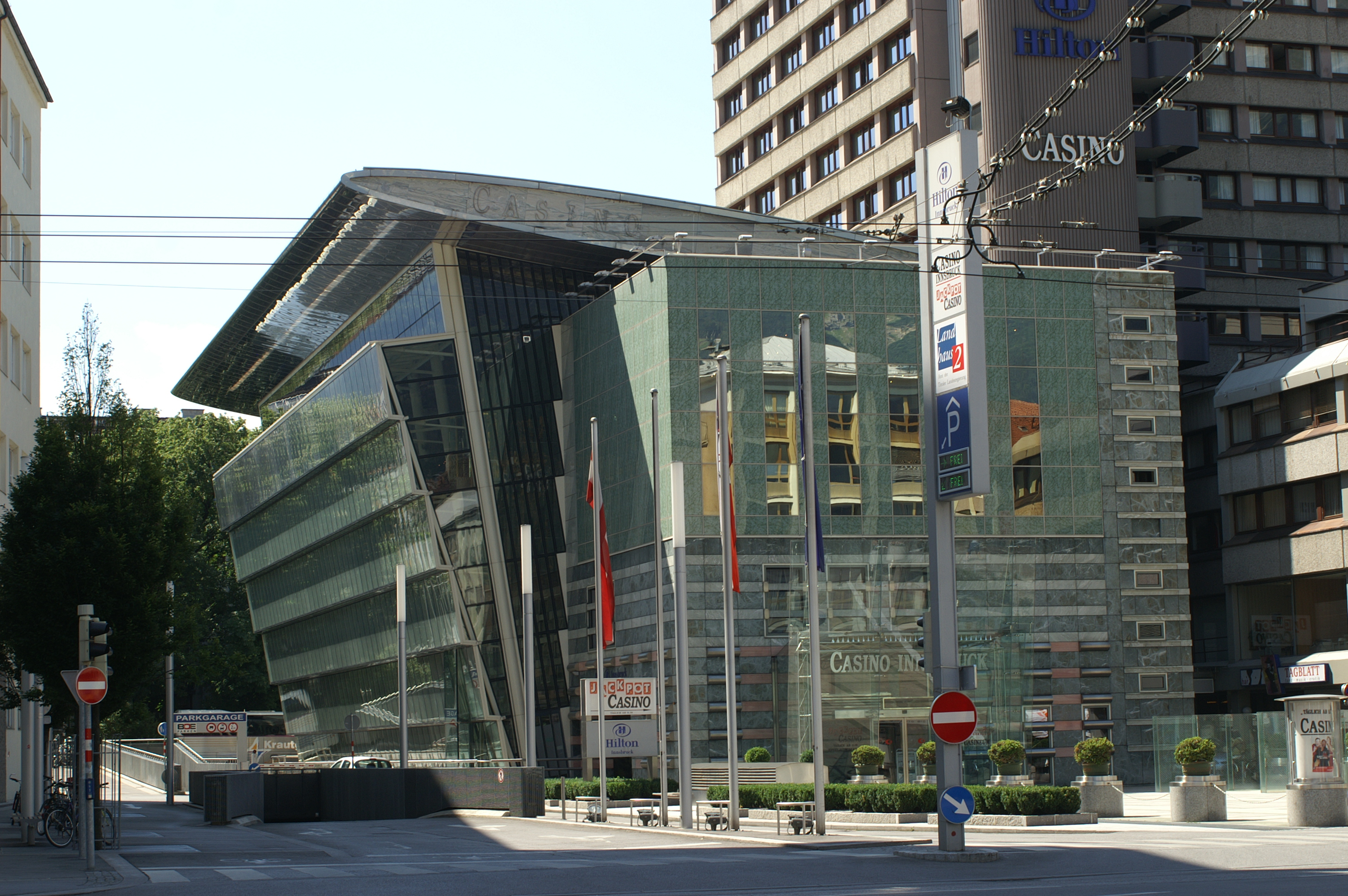
Casino Innsbruck

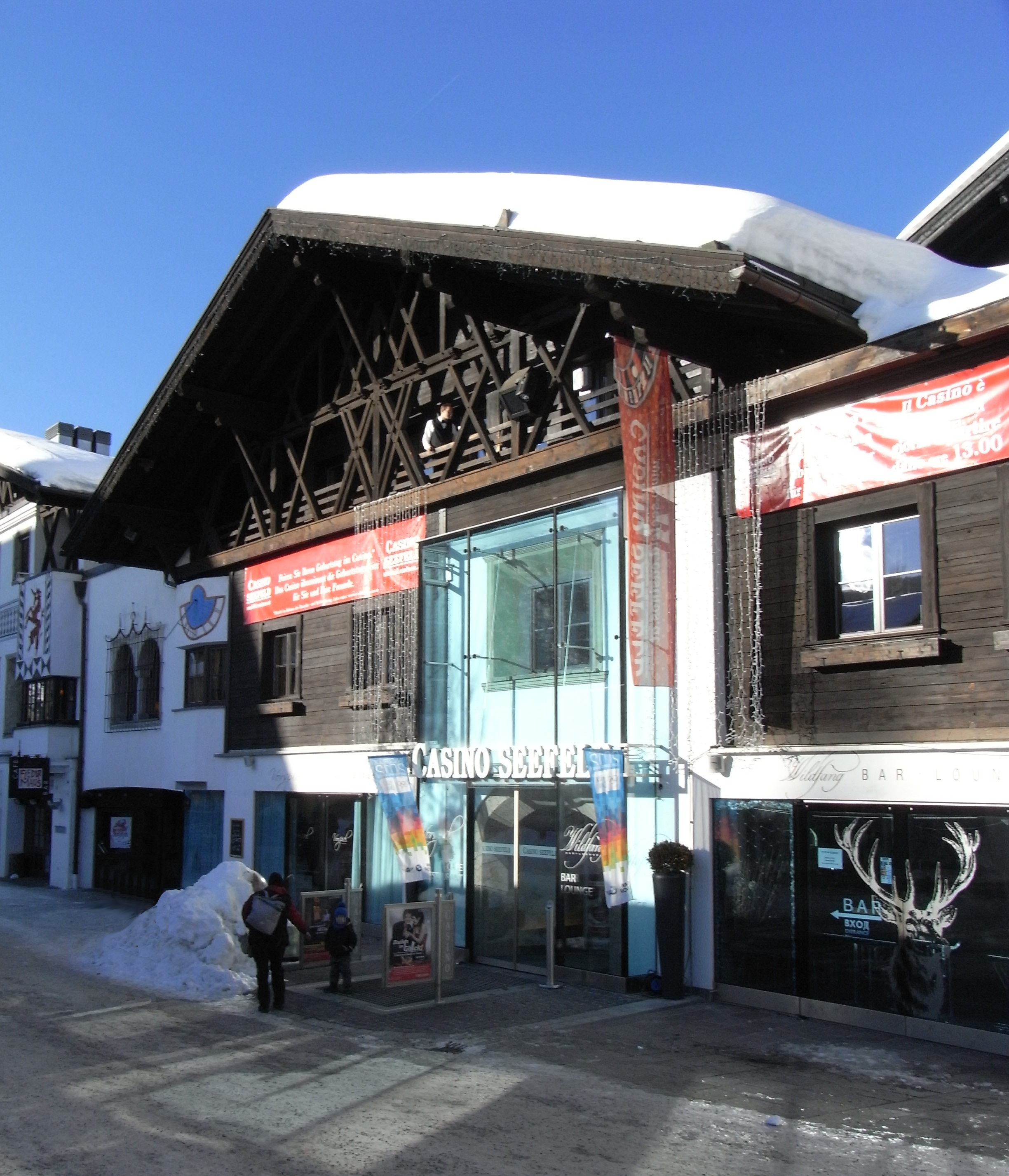
Casino Seefeld

В середині країни 2001-го року заклади відвідали 2,8 мільйонів осіб, 2005-го число зменшилося до 2,3 мільйонів. Менеджмент казіно оголосив скорочення 150 працівників, проте, враховуючи 215 попередніх кількість скорочених є набагато більшою. Що склало понад 10 відсотків від усіх 1.800 австрійських працівників. Такий негативний розвиток подій пов'язується із відтоком багатьох гравців, які почали використовувати нові можливості ігор в інтернеті, що позбавляє необхідності відвідувати казино, і позбавляє його монопольного становища на ринку. Тому маркетингова стратегія посилює враження від відвідин за допомогою гастрономії (меню) та різноманітних заходів.
Середньостатистичний австрійський круп'є має 43 роки і заробляє від 3.000 до 4.000 євро щомісяця. Доходи його закордонних колег є як правило нижчими.
В останні роки Casinos Austria AG програло багато скарг на відшкодування збитків від ексгравців і мусило, в цілому, повернути мільйонні суми.. Порушення умов захисту гравців (нім. § 25 GSpG) та недостатня ретельність були встановлені верховним судом (нім. OGH). Зміною Закону про азартні ігри нім. Glücksspielgesetz (GSpG)) у серпні 2005 р. були обмеженими вимоги щодо відшкодування збитків до рівня прожиткового мінімуму, а термін давності скорочено до пів року.

## Акціонери
Власниками акцій (які не є у біржовому обігу):
- 33,6 % — Найбільшим акціонером (2005) є Medial Beteiligungs GmbH — найбільшими акціонерами якого у свою чергу є Leipnik-Lundenburger, Raiffeisen Österreich, Donau Versicherung та UNIQA Versicherungen AG.
- 33,2 % — Münze Österreich (Монетний двір Австрії).
- 16,0 % MTB Privatstiftung
- 5,3 % Банківський дім Schellhammer & Schattera
- 5,0 % Privatstiftung Josef Melchart
- 1,9 % Др. Лео Вальнер (нім. Dkfm. Dr. Leo Wallner) — Віцепрезидент наглядової ради
- 5,0 % решта

## Казино в Австрії
Діючі протягом усього року: Baden, Bregenz, Graz, Innsbruck, Kitzbühel, Kleinwalsertal, Linz, Salzburg, Seefeld, Velden, Wien.
Протягом зимового та літнього сезонів: Bad Gastein.